# Romanesos a Espanya
Els romanesos a Espanya (romanès: Românii din Spania) formen el segon grup més gran d'estrangers del país, després dels marroquins. El 2020 hi havia 1.079.726 romanesos a Espanya. La majoria dels immigrants ho són per raons econòmiques. Les similituds entre el romanès i el castellà, així com la la identitat llatina dels romanesos, també són un motiu de l'atractiu del país per als romanesos.

## Situació
Després de la Revolució romanesa de desembre de 1989, l'emigració es va liberalitzar, però durant els anys següents, l'emigració a Espanya va ser modesta. Va començar a augmentar lentament a finals de la dècada de 1990, i va explotar després de 2002. L'emigració es va veure més facilitat per l'entrada de Romania a la Unió Europea el 2007. L'any 2011, va assolir un màxim de prop de 900.000 persones,
Malgrat la crisi econòmica que va afectar Espanya a partir 2008, aquesta nacionalitat va continuar creixent, encara que més lentament, fins a arribar en 2012 a un màxim de 895.970 immigrants d'aquesta nacionalitat o prop d'un sisè del total de 5.711.040 immigrants, segons xifres de l'INE. Des de llavors, la immigració romanesa ha disminuït fins a les 669.434 persones en 2019

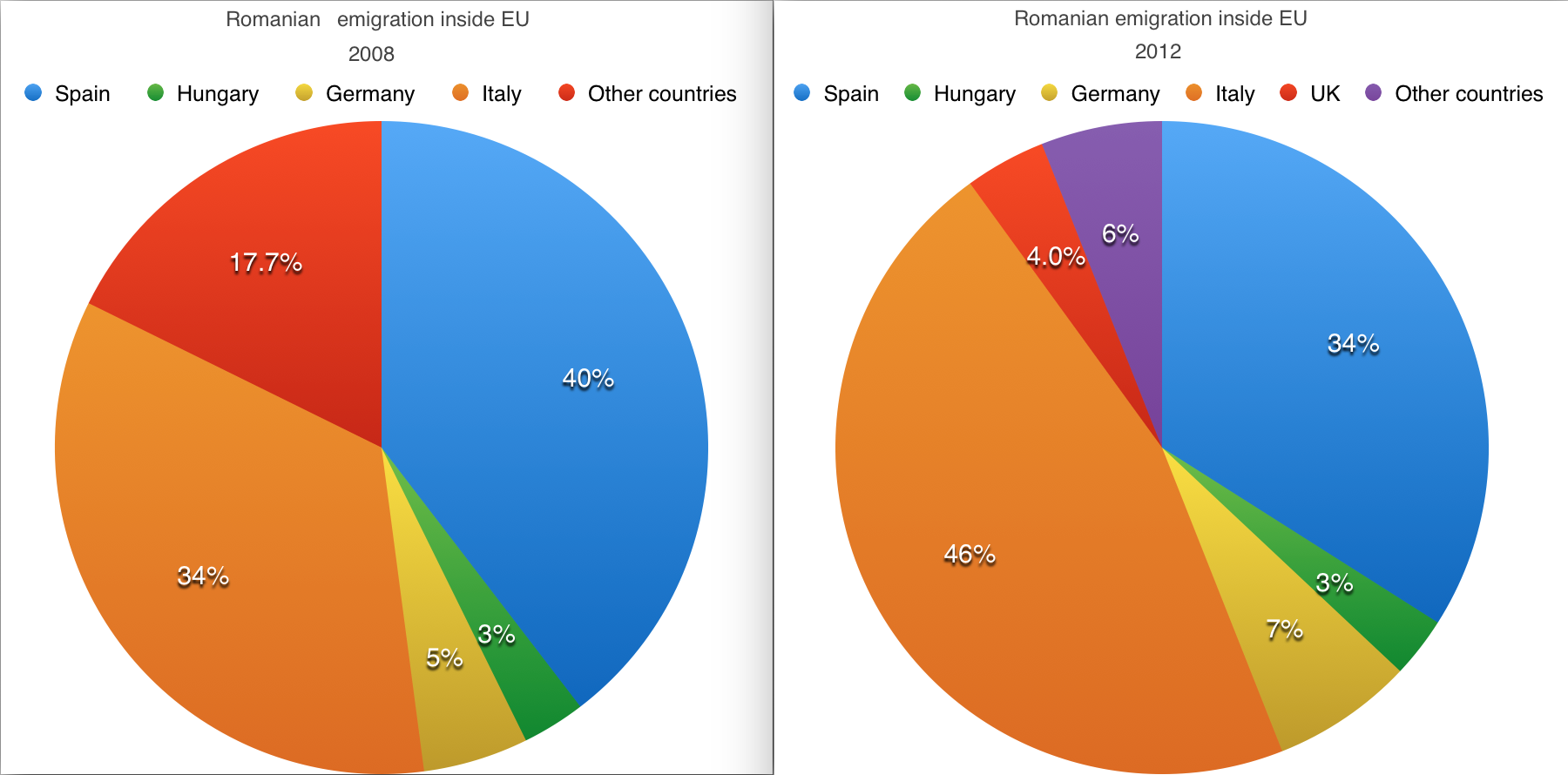
Diàspora romanesa dins la Unió Europea entre 2008 i 2012.

Amb la reimplantació del permís de treball als romanesos, autoritzat per la Comissió Europea a l'agost de 2011, els ciutadans de Romania que pretenguin venir a treballar a Espanya per compte d'altri hauran de tramitar una autorització prèvia basada en l'existència d'un contracte laboral. La mesura no afectarà els romanesos que resideixin ja a Espanya i puguin acreditar que estan inscrits en l'atur o donats d'alta en la Seguretat Social, segons el Ministeri de Treball.
La Unió Europea va aixecar l'1 de gener de 2014 les restriccions als moviments de treballadors de Bulgària i Romania, una decisió que el comissari europeu d'Ocupació, Assumptes Socials i Inclusió, László Andor, confia que ajudi a reduir la desocupació en el bloc comunitari, on estima que existeixen dos milions d'ocupacions no cobertes.
A Espanya, els treballadors necessitaven comptar amb un permís de treball per a emprar-se per compte d'altri.

## Evolució dels romanesos empadronats a Espanya
| Gràfica d'evolució de Romanesos a Espanya entre 1998 i 2019 |
|                                                             |
| Dades de l'INE a 1 de gener de cada any.                    |

## Destacats romanesos residents a Espanya
- Alexandru Buligan (n. 1960) – jugador i entrenador d'handbol
- Mihaela Ciobanu (n. 1973) – jugadora d'handbol
- Cosmin Contra (n. 1975) – futbolista i entrenador
- Gheorghe Craioveanu (n. 1968) – futbolista
- Alexandru Dedu (n. 1971) – jugador d'handbol
- Constantin Gâlcă (n. 1972) – futbolista i entrenador
- Cristian Ganea (n. 1992) – futbolista
- Adrian Ilie (n. 1974) – futbolista
- Valeriu Lazarov (1935–2009) – productor de televisió, director de Telecinco
- Elsa Pataky (n. 1976) – actriu
- Gheorghe Popescu (n. 1967) – futbolista
- Roxana Popa (n. 1997) – gimnasta
- Virgil Popa (n. 1975) – conductor
- Marcela Topor (n. 1976) – periodista